# Samuel Charters
Samuel Charters est un historien de la musique et réalisateur artistique américain, né à Pittsburgh le 1er août 1929 et mort à Arsta (Suède) le 18 mars 2015.

## Biographie

### Jeunesse et formation
Samuel Charters grandit à Sacramento. Son père est ingénieur ferroviaire. Durant son enfance il apprécie le jazz, la musique classique, puis le blues qu'il découvre grâce à un enregistrement de Bessie Smith. Il apprend la clarinette, puis joue de la guitare dans des formations folk. En 1950, il se rend à La Nouvelle-Orléans pour étudier avec le clarinettiste George Lewis. Charters sert dans l'armée pendant la guerre de Corée. À son retour, il effectue des recherches sur la tradition musicale de La Nouvelle-Orléans. Il obtient un diplôme en économie de l'université de Californie à Berkeley.

### Auteur
Les ouvrages de Samuel Charters ont contribué au regain d'intérêt que connaissent le folk et le blues durant les années 1960. En 1959, il publie The Country Blues (en), consacré à un genre musical peu étudié, le blues traditionnel pratiqué dans le sud du pays avant la Seconde Guerre mondiale. L'album qui l'accompagne comprend 14 chansons enregistrées au cours des années 1920 et 1930 par des pionniers comme Robert Johnson et Sleepy John Estes. Il permet à des musiciens américains et britanniques, dont Bob Dylan, The Allman Brothers, Cream ou encore les Rolling Stones, de découvrir le répertoire country blues, qu'ils reprendront par la suite. La démarche de Charters influence notamment Dick Waterman (en) et John Fahey, qui partent à la recherche de musiciens d'avant-guerre. Selon l'historien de la musique Ted Gioia, Charters a aidé à diffuser et légitimer le blues traditionnel.
Charters consacre d'autres ouvrages au blues et au jazz. Il publie également des romans et de la poésie et traduit plusieurs livres d'auteurs suédois, dont Tomas Tranströmer. Avec sa femme Ann Charters il publie Brother Souls: John Clellon Holmes, Jack Kerouac and the Beat Generation, ainsi qu'une biographie de Vladimir Maïakovski.

### Réalisateur artistique
Inspiré par Fred Ramsey (en), Charters commence en 1955 à enregistrer des musiciens de blues et de jazz. À partir de ses bandes, Folkways Records édite notamment Music of New Orleans, une anthologie en cinq volumes. Charters réalise également des disques de blues, consacrés entre autres à Blind Willie Johnson et Gus Cannon. Il est engagé en 1963 par Prestige comme responsable Artists and Repertoire. Charters réalise l'anthologie Chicago/The Blues/Today! pour Vanguard Records. Elle permet notamment de révéler des musiciens comme Johnny Shines et J.B. Hutto. Dans les années 1970, il travaille pour le label suédois Sonet Records (en).

## Vie privée
Sa femme Ann Charters enseigne la littérature à l'université du Connecticut. Elle publie plusieurs ouvrages, consacrés notamment au mouvement Beat. Elle est également pianiste et photographe. Le couple s'installe en Suède en 1970.

## Ouvrages
- (en) The Country Blues, Da Capo Press, 1975 (1re éd. 1959), 314 p. (ISBN 978-0-306-80014-6)